# Paradisaea raggiana
Ave-do-paraíso-de-raggi ou ave-do-paraíso-flamejante (Paradisaea raggiana) é uma ave passeriforme, da família Paradisaeidae, nativa da Papua-Nova Guiné.

## Descrição
O macho tem 71 cm de comprimento, incluindo plumagem,e pesa 340 g, e a fêmea tem 28 cm de comprimento e pesa 200 g. Vivem de 15 a 25 anos. As cores iridescentes e a plumagem da ave-do-paraíso Raggiana macho estão concebidas apenas para fazer a corte à fêmea da espécie. Cabeça amarelo-dourada e garganta verde formam parte da investidura exótica do macho. ao bico forte, em forma de tesoura é ideal para apanhar frutas e insetos; no macho tem cor azul céu.  As asas curtas e arrendondadas são abertas durante a exibição e são suficientemente fortes para suportar o seu corpo e a sua plumagem através do ar. O macho tem tufos de plumas escarlates semelhantes à renda que saltam debaixo das suas asas. Durante a sua exibição, essas plumas são abertas para criar uma fonte de cor à medida que a ave se agita de cima para baixo. Fortes pernas e pés permitem as macho manter-se firmemente agarrado a um poleiro quando se oscila e inclina para a frente para exibir suas penas. Enquanto no macho a plumagem tem cores brilhantes, nas fêmeas é mais simples e acastanhada.

## Distribuição
Paradisaea raggiana encontra-se no sul e oriente da Papua-Nova Guiné, desde a Baía de Milne no leste até a fronteira do Irian Jaya no oeste. Habita florestas tropicais e montanhas

## Alimentação
A comida é abundante nas florestas tropicais luxuriantes da Nova Guiné, dado que há poucos mamíferos a competir por ela. Alimenta-se de frutas, insetos, aranhas, rãs e lagartos. Os machos com plumas procuram a maior parte da sua comida próximo as árvores onde fazem a sua exibição, mas as fêmeas e os jovens machos sem plumas, muitas vezes, aglomeram-se em pequenos bandos e procuram juntos em uma área maior.

## Reprodução
As femeas e os machos da espécie Paradisaea raggiana não se costumam ver fora da época de acasalamento, onde o macho, com mais penas, coloridas e brilhantes, realiza uma dança, para impressionar a fêmea, que é quem escolhe o companheiro. É a chamada dança da corte, os machos se juntam em cima das árvores mais altas e dançam para as fêmeas, quando alguma demonstra algum interesse, eles fazem de tudo para agrada-la, abanando as asas e balançando a cabeça. Depois de acasalarem, o macho refaz a dança, para atrair mais parceiras.